# Penal de Punta Carretas
El Penal de Punta Carretas, també anomenat Penitenciaria de Punta Carretas o Presó de Punta Carretas, va ser un centre de reclusió d'Uruguai inaugurat el 1915 i clausurat el 1986. En la dècada del 1930 es va produir una important fuga de presos anarquistes mentre que a la dècada del 1970 es va produir una massiva fugida de membres del Moviment d'Alliberament Nacional-Tupamaros. A partir de 1991, les seves instal·lacions van ser reciclades i convertides en un centre comercial que va obrir les portes el 1994.

## Història

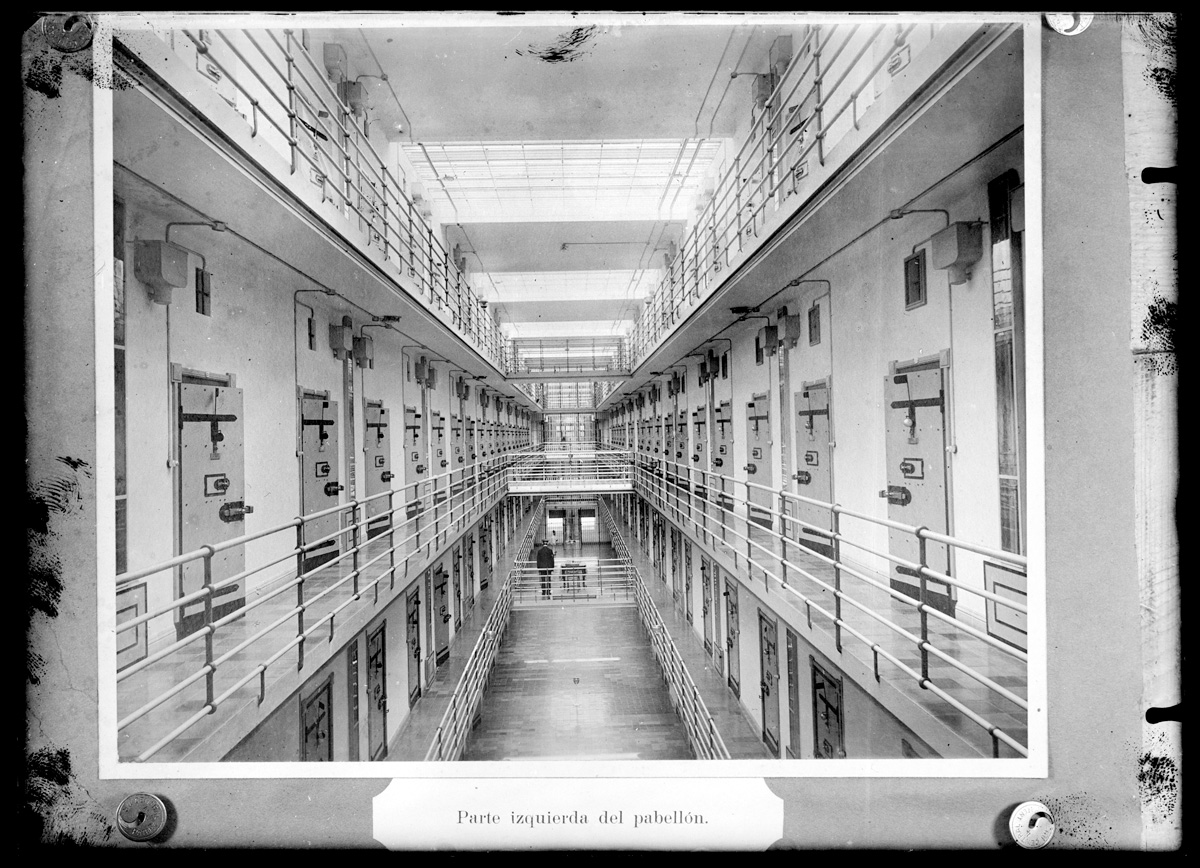
Vista interior de la presó el 1918

Inaugurat el 1915, la presó constava de 400 cel·les destinades a allotjar presos comuns i presos polítics.

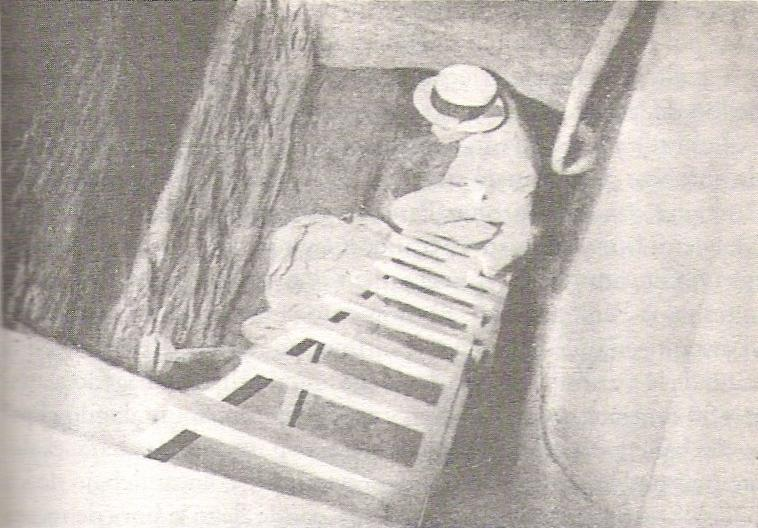
El túnel de la Carboneria El Buen Trato', per on es va produir la fuga del penal el 1931.

El 18 de març de 1931 es va produir una famosa fugida del penal, que va ser coneguda posteriorment com «La fuga de la carbonería» ja que un grup d'anarquistes integrat per Miguel Arcngel Roscigna i Gino Gatti van excavar un túnel des d'un comerç de venda de llenya i carbó que havien establert a prop de la presó. Des d'allà van excavar un túnel fins als banys de la presó perquè s'escapessin els presos anarquistes reclosos pel famós assalt a la casa de canvi Messina.
El 6 de setembre de 1971, a la matinada es van escapolir un centenar de tupamaros, tres membres de l'Organització Popular Revolucionària-33 Orientals (OPR 33), tres militants de les Forces Armades Revolucionàries Orientals (FAR) i cinc presos comuns, els quals des de l'11 d'agost havien col·laborat amb l'excavació que va permetre la fugida. L'operació que va permetre aquesta fugida va ser coneguda com «El abuso», a causa de la quantitat de reclusos que va involucrar. En aquell moment, Punta Carretas era la presó de màxima seguretat de l'Uruguai i aquesta fugida, a més de no tenir precedents a nivell mundial per la quantitat de evadits, va tenir importants conseqüències polítiques.
Un cop finalitzada la dictadura militar de l'Uruguai (1973-1985), es va produir un motí cap a finals de 1986 que va precipitar la clausura de la presó. Després de diversos anys en què es va discutir la finalitat amb què s'emprarien les sis illes que ocupava la presó, va ser venuda a un consorci immobiliari italià que va acabar convertint-la en el Punta Carretas Shopping Center, el qual va obrir les portes el 1994.